# شين هيون-هو
شين هيون-هو (هانغل: 신현호) هو لاعب كرة قدم كوري جنوبي في مركز الوسط، ولد في 21 سبتمبر 1953 في كوريا الجنوبية. شارك مع منتخب كوريا الجنوبية لكرة القدم. أما مع النوادي، فقد لعب مع بوهانغ ستيلرز.

## وصلات خارجية
- شين هيون-هو على موقع دوري كوريا الجنوبية (الإنجليزية)
- شين هيون-هو على موقع قاعدة بيانات كرة القدم.إي يو (الإنجليزية)
- شين هيون-هو على موقع ناشيونال فوتبول تيمز (الإنجليزية)